# Manavisión
MANAbí TeleVISIÓN (más conocido como Manavisión) es un canal de televisión regional privada con vocación cultural. Con sede en la ciudad de Portoviejo, Provincia de Manabí. Cubre para toda la provincia, incluyendo en sus provincias vecinas de Santo Domingo de los Tsáchilas, Esmeraldas, Los Ríos,  Santa Elena y Guayas. Es propiedad de Medios Ediasa, y actualmente está afiliada de forma doble con TC Televisión y Teleamazonas.

## Historia
El canal comenzó sus emisiones el 8 de septiembre de 1982, bajo permiso legal del entonces Instituto Ecuatoriano de Telecomunicaciones (IETEL) que le entregó la concesión a la sociedad Televisión de Manabí C.A., liderados por una comunidad de unas 30 personas, entre ellos Pedro Zambrano Izaguirre. Sin embargo, el canal no salió de al aire por problemas financieros, y la emisora pasó ser repetidora de Canal 4 de Guayaquil, hasta el año 1984, cuando el proyecto se reanudó, gracias a los préstamos de créditos del Banco Pichincha. El canal comenzó oficialmente sus emisiones con una programación de 10 horas, y desde 1989 pasaría ser afiliada a Teleamazonas, situación que se mantiene al día de hoy.

### Programas
- Noticias al Día: Informativo regional en tres ediciones.
- Noticias de la Comunidad: Informativo comunitario, primera edición.
- Sorteo Ganamos YA!: Programa de juegos de azar en vivo.